# Heley de Abreu Silva Batista
Heley de Abreu Silva Batista ONM (Montes Claros, 12 de agosto de 1974 – Janaúba, 5 de outubro de 2017) foi uma professora brasileira. Durante o massacre na creche Gente Inocente, em Janaúba, Minas Gerais, deu a própria vida para salvar seus alunos. A professora salvou pelo menos 25 crianças, sendo considerada uma heroína.

## Biografia
Pedagoga, uma das principais bandeiras de Heley era a inclusão de alunos com algum tipo de deficiência, área em que se especializou em 2016.
No dia 5 de outubro de 2017, em um reconhecido ato de bravura e heroismo, Heley salvou diversas crianças durante um ataque promovido pelo vigia da creche Gente Inocente, Damião Soares dos Santos, em Janaúba, Minas Gerais, onde ela lecionava.
Em 2005, Heley já havia perdido um filho por afogamento na piscina de um clube.

### A tragédia
Na manhã de 5 de outubro de 2017, na creche Gente Inocente em Janaúba, Minas Gerais, o vigia noturno da escola, Damião Soares dos Santos, invadiu a sala de aula portando um recipiente com combustível e ateou fogo às instalações, em várias crianças e em si mesmo.[carece de fontes?] Heley protegeu as crianças com o auxílio de outras duas funcionárias, Jéssica Morgana e Geni Oliveira (que também morreram). A pedagoga chegou a entrar em luta corporal com o criminoso para impedir que continuasse o ataque, e depois ajudou a retirar as crianças feridas. Ela teve 90% do corpo queimado e morreu no hospital, assim como as outras duas funcionárias. Dez crianças morreram, e também o autor do ataque, totalizando quatorze mortos.
Após o velório, que reuniu centenas de pessoas na funerária municipal, o caixão com o corpo da professora foi colocado em uma viatura do Corpo de Bombeiros e levado em cortejo pelas ruas da cidade até o Cemitério São Lucas.

## Homenagens

### Ordem Nacional do Mérito
Diante do ato de bravura por ela praticado, considerado um "gesto de coragem e de heroísmo para  salvar a vida de seus alunos", o então presidente Michel Temer decidiu conceder-lhe, a título post mortem, a Ordem Nacional do Mérito.

### Nome em rodovia
Em razão da Lei Estadual de Minas Gerais 23.231/2019, foi dado o nome da biografada à rodovia LMG-631, entre São João da Ponte e Francisco Sá.

### Medalha da Inconfidência
Em 2019 o governador do estado de Minas Gerais, Romeu Zema, decidiu homenageá-la com a Medalha da Inconfidência.